# Illa Putria
Illa Hermanowycz Putria, ukr. Ілля Германович Путря (ur. 15 maja 1998 w Berdiańsku) – ukraiński piłkarz występujący na pozycji pomocnika w klubie Czornomoreć Odessa.

## Kariera klubowa
Wychowanek klubów Azowstal Mariupol i Szachtar Donieck, barwy których bronił w juniorskich mistrzostwach Ukrainy (DJuFL). Karierę piłkarską rozpoczął 2 sierpnia 2015 w drużynie juniorskiej Szachtara U-19, jednak nie rozegrał żadnego meczu w pierwszym składzie. 14 sierpnia 2018 odszedł do FK Mariupol, w składzie którego 17 marca 2019 zadebiutował w Premier-lidze w zremisowanym 1:1 meczu z Karpatami Lwów. 4 września 2020 roku zasilił skład odeskiego Czornomorca.

## Kariera reprezentacyjna
W 2019 występował w młodzieżowej reprezentacji Ukrainy.

## Sukcesy
Czornomoreć Odessa
- wicemistrz Ukraińskiej Pierwszej Ligi: 2020/21